# On the Last Day
On the Last Day war eine fünfköpfige Post-Hardcore-Band aus Seattle, Washington, die 2003 gegründet wurde und bis 2009 bestand. Sie bestand aus Carson Allen (Gesang), Drew Dowell (Schlagzeug), Aaron Johnson (Bass), Justin Johnson (Gitarre) und Frank Gross (Gitarre). Nach vielen Klubauftritten unterschrieben sie 2006 durch die Vermittlung von wiL Francis von Aiden einen Vertrag bei Victory Records, welcher jedoch nur bis zum 13. Februar 2008 bestand. Daher erschien das zweite Album Make It Mean Somethin bei Torque Records.
Nach der Auflösung am 2. September 2009 gründeten Gitarrist Frank Gross und Sänger Carson Allen eine neue Band mit dem Namen Me Vs. Myself.

## Diskografie
- 2005: War Like Whispers (EP)
- 2006: Meaning in the Static (Victory Records)
- 2008: Make It Mean Something (Torque Records)